# Жива мульча

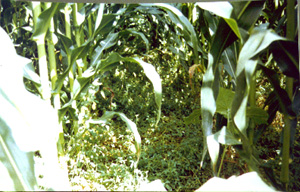
Жива мульча, посаджена для уповільнення росту бур'янів між рядами кукурудзи

У сільському господарстві жива мульча — це покривна культура, посіяна сумісно або підсіяна до основної культури і призначена для таких цілей мульчування, як придушення бур'янів та регулювання температури ґрунту. Живі мульчі вирощують разом з основними культурами, тоді як сидерати вирощують в перерві між сівозмінами.
Ще до переваг мульчі належать уповільнення росту бур'янів та захист ґрунту від водної та вітрової ерозії, що покращує родючість ґрунту. Було виявлено, що деякі живі мульчі збільшують популяції природних ворогів шкідників сільськогосподарських культур. Бобові, які використовуються у якості живої мульчі, також забезпечують фіксацію азоту, зменшуючи потребу в добривах.

## Переваги
Коли покривні культури перетворюються на ґрунт, вони вносять у ґрунт поживні речовини для основної культури, так що потрібно менше хімічних добрив. Розмір цього внеску залежить від біомаси, кількість якої змінюється з плином часу і залежить від кількості опадів та інших факторів. Чим більше біомаси, тим більший внесок поживних речовин. Покривні бобові культури вносять у ґрунт азот, зафіксований з атмосфери. Дослідження свідчать, що бобові культури в цілому мають вищий вміст позакореневого азоту — від 20 до 45 мг на грам.
Оголення ґрунту в результаті інтенсивної оранки може призвести до ерозії ґрунту, втрати поживних речовин та винесення пестицидів за межі ділянки. Крім того, бур'яни можуть проростати й рости без жодної конкуренції. Живі мульчі можуть зменшувати стік води й ерозію та захищати водні шляхи від забруднення. Було також показано, що живі мульчі збільшують популяцію організмів, які є природними ворогами деяких шкідників сільськогосподарських культур.
Живі мульчі борються з бур'янами двома способами. Коли їх висівають до появи бур'янів, вони пригнічують бур'яни через конкуренцію. У деяких ситуаціях для боротьби з бур'янами можна використовувати алелопатичні властивості живих мульч. Наприклад, алелопатичні властивості посівного жита (Secale cereale), пажитниці (Lolium spp) та конюшини підземної (Trifolium subterraneum) можуть бути використані для боротьби з бур'янами в солодкій кукурудзі (Zea mays var «rugosa») та квасолі (Phaseolus vulgaris).
Популяції наземних хижаків були більшими в сівозміні кукурудзи та сої з живими мульчами з люцерни та конюшини двозначної, ніж без живої мульчі. Така ситуація була частково зумовлена зміною складу рослинності.

## Недоліки
На жаль, живі мульчі змагаються за поживні речовини та воду з основною культурою і це може зменшувати врожайність. Наприклад, Елкінс та ін. (1983) досліджували використання костриці очеретяної (Festuca arundinacea), стоколоса безостого (Bromus inermis) та грястиці збірної (Dactylis glomerata) як живих мульч. Вони виявили, що гербіциди знищили від 50 % до 70 % мульчі, але врожай кукурудзи знизився на 5-10 %.
Попри те, що бобові покривні культури мають великі обсяги вироблення та внесення біомаси, вони навряд чи збільшать кількість ґрунтової органіки. Це пояснюється тим, що бобові, які використовуються як живі мульчі, містять більше азоту аніж вуглецю. Тому, коли залишки бобових культур розкладаються, у ґрунтових мікробів є достатньо азоту, щоб посилити розщеплення органічних матеріалів у ґрунті.

## Різновиди
У тропіках деревні культури часто сіють з живими мульчами, наприклад покривними бобовими, на плантаціях олійних пальм, кокосових пальм та каучуконосів.
У Мексиці бобові культури, які традиційно використовуються як живі мульчі, випробували як засоби для боротьби з нематодами та бур'янами. До складу мульчі входили мукуна пекуча (Mucuna pruriens), канавалія мечоподібна (Canavalia ensiformis), левкена сиза (Leucaena leucocephala) та дикий тамаринд (Lysiloma latisiliquum). Водний екстракт мукуни пекучої зменшував кількість галів південної нематоди у коренях томату, але також пригнічував укорінення томатів. Крім того, пекуча мукуна пригнічувала кореневий ріст місцевих бур'янів щириці (Amaranthus hypochondriacus) на 66 % та плоскухи (Echinochloa crus-galli) на 26,5 %.
Ніколсон та Вієн (1983) запропонували використовувати низьку дернину та конюшину як живі мульчі для поліпшення стійкості ґрунту до ущільнення. Ці автори використали лучний тонконіг (Poa pratensis) та конюшину повзучу (Trifolium repens) як живі мульчі, оскільки вони не спричиняли зниження врожайності кукурудзи (основної супутньої культури).
В одному з досліджень костриця червона (Festuca rubra) та конюшина повзуча (Trifolium repens) виявилися дієвими живими мульчами для контролю росту бур'янів. На жаль, ці покривні культури також конкурували з кукурудзою за воду, що було особливо проблематичним у посушливий період. Також згадувалася можливість використання повзучої конюшини (Trifolium repens) як потенційної живої мульчі; однак цю конюшину було важко вбити взимку гербіцидами.

## Керування
Оскільки живі мульчі конкурують з основною культурою, їх може бути потрібно зрештою механічно або хімічно знищити.
Важливо розумно вибрати відповідну норму гербіцидів для спалювання живої мульчі. У 1989 році Ехтенкамп та Мумау виявили, що подекуди кількість гербіцидів була недостатньою для придушення всіх живих мульч. Тому мульчі конкурували з основною культурою за ресурси. У деяких випадках конюшину не вдавалося вбити при першому внесенні гербіциду, тому було потрібне друге. В іншому випадку кількість гербіциду була настільки високою, що спричинила занадто швидке вбивання покривної культури, через що широколисті бур'яни вдерлися до кукурудзи. Це дослідження показало, що час і дозування гербіциду слід ретельно продумати.
Живі мульчі випробовувались у системах виробництва кукурудзи без оранки, з використанням двох методів вирощування живих мульч із трави та бобових (трава та бобові) між рядами кукурудзи. У дослідженні 1985 р. не виявилося ніякої різниці між ручним та механічним висіванням насіння. Однак у дослідженні 1986 р. механічне висівання призвело до більшої чисельності рослин (97 рослин на кв. метр), ніж ручне висівання (64 рослини на кв. метр), ймовірно, через рівні опадів. Опади слід враховувати, оскільки фермери не мають над ними контролю.
Бьорд (1973) рекомендував мінливу червону кострицю (Festuca rubra var «commutata») як гарну живу мульчу, оскільки вона пристосовується до тінистих умов під кукурудзою та соєю. Ця трава також добре пристосована до сухих і бідних ґрунтів.

## Живлення рослин
Покривні бобові культури мають важливий позитивний вплив на колообіг поживних речовин деревних культур. Бобові живі мульчі працюють трьома способами:
- Закріплюють атмосферний азот, важливий для основної культури,
- Перероблюють поживні речовини у ґрунті та
- Підвищують доступність поживних речовин ґрунту для основної культури.

Леманн та ін. (2000) виміряли накопичення наземної біомаси Pueraria phaseoloides, яка є живою мульчею, що використовується у посівах тропічних дерев. Вони виявили, що пуерарія накопичила 8,8 метричну тонну сухої речовини на гектар у порівнянні з 4.4 тон на гектар для Купуасу та 1.4 тон на гектар для персикової пальми. Останні два види є місцевими культурами з басейну Амазонки.

## Контроль ерозії
Живі мульчі як рослинний покрив захищають ґрунт від вітряної та водної ерозії. Рослини повинні утворювати мантію або товсту мульчу, яка захищає ґрунт від відшарування. Живі мульчі перехоплюють краплі дощу та зменшують стік. На захист такою рослинністю від вітру впливає головним чином кількість біомаси, що покриває ґрунт (яка залежить від виду), геометрія рослин та орієнтація рядів.
В одному експерименті зіставляли стік води та втрати ґрунту на 14 % схилі для обробленої мотоблоком (RT), безобробної з мульчею з кукурудзяної стерні (NT-CSM), безобробної з кукурудзяно-стерневою та живою мульчею з лядвенцю рогатого (NT-BFT) та безобробної з кукурудзяно-стерневою та живою мульчею з в'язіля барвистого (NT-CV) ділянок. Результати показали, що стік води становив 6350 л на гектар для NT-BFT, 6350 л на гектар NT-CSM, 5925 л на гектар для NT-CV і 145000 л на гектар для RT. Втрати ґрунту для обробки мотоблоком склали 14,22 т на гектар, тоді як за інших обробок це було менше ніж 0,5 тонни на гектар. Найменші втрати ґрунту були отримані з NT-CV — 0,02 тонни на гектар. Скорочення стоку води та ерозії є однією з найбільших переваг наявності покривного врожаю. Ґрунт легко піддається ерозії, якщо на ньому нема вегетативного ґрунтового покриву або рослинних залишків. В ідеалі ерозія ґрунту повинна бути меншою від 4 до 5 тонн/га/рік.

### Нейтральні статті
- Жива мульча та покривні культури [Архівовано 18 квітня 2012 у Wayback Machine.]
- Жива мульча, доктор Мері Піт, NCSU
- Жива мульча [Архівовано 19 березня 2014 у Wayback Machine.]
- Дослідження мульчі для капусти, 2004 [Архівовано 5 лютого 2012 у Wayback Machine.]

### Позитивні статті
- Жива мульча з люцерни сприяє біологічному контролю соєвої попелиці [Архівовано 3 березня 2016 у Wayback Machine.]
- Чому я вибрав білу конюшину як живу мульчу [Архівовано 8 січня 2016 у Wayback Machine.]
- Система живого мульчування покращує стан ґрунту та полегшує боротьбу зі шкідниками [Архівовано 31 серпня 2021 у Wayback Machine.]
- Керування живою мульчею — збалансування врожаю та покриву [Архівовано 29 серпня 2021 у Wayback Machine.] — стаття та багато відео про застосування у масштабах ферми чи саду

### Негативні статті
- Зниження врожайності огірків [Архівовано 31 серпня 2004 у Wayback Machine.]

### Відео
- Стійке землеробство з живою мульчею [Архівовано 27 вересня 2021 у Wayback Machine.]
- Жива мульча, частина 1 [Архівовано 27 вересня 2021 у Wayback Machine.] та Жива мульча, частина 2 [Архівовано 27 вересня 2021 у Wayback Machine.]